# Parabuthus kajibu
Espèce
Parabuthus kajibu est une espèce de scorpions de la famille des Buthidae.

## Distribution
Cette espèce est endémique de la région Oromia en Éthiopie. Elle se rencontre dans la zone Mirab Hararghe.

## Description
Le mâle holotype mesure 55,75 mm et la femelle paratype 79,55 mm.

## Publication originale
- Kovařík, Lowe, Plíšková & Šťáhlavský, 2016 : « Scorpions of the Horn of Africa (Arachnida: Scorpiones). Part VII. Parabuthus Pocock, 1890 (Buthidae), with description of P. hamar sp. n. and P. kajibu sp. n. from Ethiopia. » Euscorpius, no 228, p. 1-58 (texte intégral).